# هارولد غينسبيرغ
هارولد غينسبيرغ (بالإنجليزية: Harold Ginsberg)‏ هو عالم أحياء دقيقة أمريكي، ولد في 27 مايو 1917، وتوفي في 2 فبراير 2003 بسبب ذات الرئة.